# Distretto di Huancané
Il distretto di Huancané è un distretto del Perù, facente parte della provincia di Huancané, nella regione di Puno.